# میسترال ایر
میسترال ایر (به انگلیسی: Mistral Air) یک شرکت هواپیمایی با کد یاتا 7M است که در تاریخ ۱۹۸۱ میلادی تأسیس شده است. دفتر مرکزی میسترال ایر در رم، ایتالیا واقع شده‌است و قطب این شرکت هواپیمایی در فرودگاه لئوناردو دا وینچی-فیومیچینو قرار دارد.